# Famille de La Châtre
La famille de La Châtre est une ancienne famille de la noblesse française originaire du Berry (peut-être de la commune de La Châtre), donnée pour éteinte à la fin du XIXe siècle.
Il a existé une famille de La Châtre, homonyme et originaire d'Issoudun, éteinte en 1900, qui revendiquait une origine commune avec la famille de La Châtre.

## Histoire
Gaspard Thaumas de la Thaumassière, historien du Berry, La Chesnaye des Bois et d'autres généalogistes anciens, se basant sur une ancienne tradition, ont voulu faire descendre, sans preuves formelles, la maison de la Châtre de celle des anciens sires de Châteauroux, princes de Déols (qui dès la fin du Xe siècle occupaient en Berry un rang considérable) : toutefois, sa filiation prouvée ne commence qu'à Philippe de la Châtre, vivant au début du XIVe siècle.
Le généalogiste Nicolas Hyacinthe Beaujon (frère puîné du financier Nicolas), ayant été chargé d'examiner les preuves de noblesse qu'un de ses membres fit sous Louis XV pour être admis aux honneurs de la Cour, écrit en 1770 « La maison de la Châtre est originaire du Berry. Elle tient un rang distingué parmi les illustres maisons du royaume par son ancienneté, par ses alliances et par les charges de la couronne dont elle a été revêtue, ayant donné quatre capitaines des gardes du corps des Rois, un colonel-général des Suisses, deux chevaliers de l'Ordre du Saint-Esprit et deux maréchaux de France. »
Jean-Baptiste Pierre Jullien de Courcelles écrit lui : « La maison de la Châtre, l'une des plus distinguées du royaume, par les grands hommes qu'elle a produits, n'est pas moins illustre par la grandeur et l'antiquité de son origine ».
La Maison de La Châtre a été admise aux honneurs de la cour de 1738 à 1787, en vertu de preuves faites au cabinet des ordres du roi.

## Branches
La branche cadette s’éteignit en 1829 avec Louis-Sylvain de La Châtre, évêque de Beauvais, frère de Claude-Louis de La Châtre (1745-1824), ministre d’État et membre du Conseil privé de Louis XVIII, titré duc de la Châtre en 1815. La branche aînée, fixée dans le Poitou, s’éteignit en 1887 avec Raoul-Jean de La Châtre (1811-1887).

## Personnalités

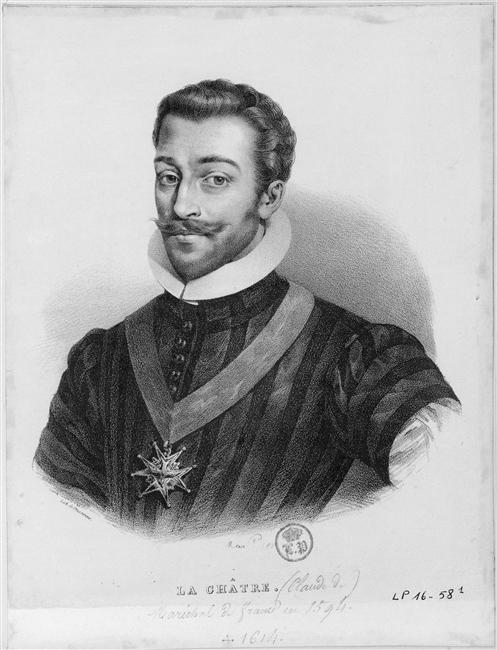
Claude de La Châtre de La Maisonfort (1536-1614) maréchal de France

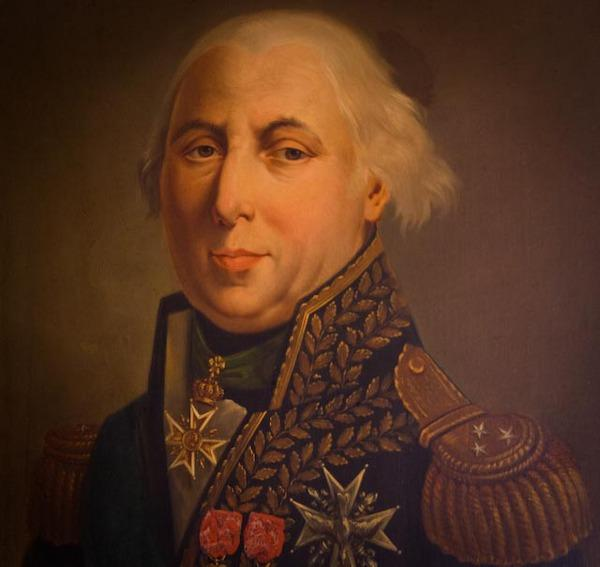
Claude-Louis de La Châtre (1745-1824), duc de La Châtre en 1815

- Emery de La Châtre, cardinal et chancelier de l'église romaine en 1140 ;
- Pierre de La Châtre, élu archevêque de Bourges vers l'an 1141, et sacré à Rome par l'intervention d'Emery de La Châtre, son oncle. Cette promotion, que le roi Louis VII ne reconnut que longtemps après s'y être opposé par tous les moyens, pensant causer un schisme dans l'église ;
- Claude de La Châtre (mort en 1499), seigneur de Nançay, capitaine du château de Charlus (1469), conseiller et chambellan du roi (1475), capitaine des gardes du corps du roi (sous Louis XI et Charles VIII : 1479-1490), chevalier de Saint-Michel ;
- Abel de La Châtre (mort en 1496), fils cadet du précédent, capitaine des gardes du corps du roi (1490-1496) ;
- Gabriel de La Châtre (mort en 1538), baron de La Maisonfort, frère aîné du précédent, seigneur de Nançay, grand maître des cérémonies de France, capitaine de la Grosse tour de Bourges, chambellan et maître d'hôtel ordinaire du roi, conseiller d'État, gouverneur des enfants de François Ier, capitaine des gardes (1499), prévôt de l'ordre de Saint-Michel ;
- Joachim de La Châtre (mort le 21 septembre 1546), seigneur de Nançay, fils aîné du précédent, capitaine des Gardes du corps du roi, capitaine de l'ancienne garde du roi et de la Grosse Tour de Bourges, grand-maître des Eaux et forêts du duché d'Orléans ;
- Gaspard de La Châtre (vers 1539-20 novembre 1576), seigneur de Nançay, fils du précédent, capitaine de l'ancienne Garde française du corps de Sa Majesté, capitaine des Gardes du Corps du roi, chevalier des ordres du Roi ;
- Claude de La Châtre de La Maisonfort (1536-1614), seigneur et baron de La Maisonfort, gouverneur du Berry (1569-1588), maréchal de France, chevalier du Saint-Esprit ;
- Louis de La Châtre (mort en 1630), baron de La Maisonfort, fils du précédent, gouverneur du Berry, maréchal de France, chevalier du Saint-Esprit ;
- Anne de La Châtre de La Maisonfort, abbesse de Faremoutiers (1593-1605) ;
- Françoise Ire de La Châtre de La Maisonfort, abbesse de Faremoutiers (1605-1643) ;
- Edme, marquis de La Châtre (mort en 1645), comte de Nançay, colonel général des Cent-Suisses et Grisons (1642-1643) ;
- Claude-Louis de La Châtre, grand-vicaire de Tours, abbé commendataire de l'abbaye Saint-Michel du Tréport (1717), nommé à l'évêché d'Agde, le 17 octobre 1726, et sacré le 26 octobre 1727 ;
- Louis-Charles-Edme de La Châtre (†1730), comte de Nançay, lieutenant-général des armées du Roi.
- Claude-Louis de La Châtre, premier gentilhomme de la Chambre du roi, lieutenant-général de ses armées, commandeur de l'ordre de Saint-Lazare, ambassadeur du roi à la cour de Londres, créé pair le 17 août 1815 et duc de La Châtre en janvier 1816 ;
- Louis-Silvestre de La Châtre-Nançay (frère de Claude-Louis de La Châtre, d'abord lieutenant de carabinier, il embrassa l'état ecclésiastique en 1784. Cardinal, ancien grand-vicaire de Nevers, aumônier ordinaire du roi en 1814, a été nommé « par S. M. » à l'évêché de Beauvais(1754-1829).
- Claude, vicomte de La Châtre (1734-1821), militaire, député de la noblesse aux États généraux de 1789, officier à l'Armée des princes.

## Alliances notables
Alliances avec les familles d'Amboise, de Barbançois, de Bâtarnay, Barton de Montbas, de Beaumanoir-Lavardin, de Bourdeilles, de Chamborant, de Châtillon, de Cluys, de Crevant d'Humières, de Cugnac-Dampierre, de Crussol d'Uzès, de Dreux-Brézé, d'Étampes, de Graçay, de Fougières, de l'Hôpital, d'Issoudun, de Jouvenel d'Harville des Ursins, de Lauzon, de Linières, de La Grange d'Arquien, Magon, de Menou, de Miolans, de Montmorency, de Nicolay, d'Orléans, Pot de Rhodes, Reggio d'Yaci, Robertet d'Alluye, de Saint-Amadour, de Saint-Nectaire, de Savary-Lancosme, Sobieski, de Sorbiers, de Susini d'Arescia, de Thianges, de Thou, Trousseau, de Valois, de Voysins d'Ambre.
Casimire de la Grange d'Arquien, épouse, en 1665, de Jean Sobieski (élu roi de Pologne en 1674) avait pour parents Henri Albert de La Grange, marquis d'Arquien, et Françoise de La Châtre. Cette alliance donne à la maison de La Châtre des affinités avec plusieurs têtes couronnées et principalement avec la maison d'Autriche.

## Châteaux

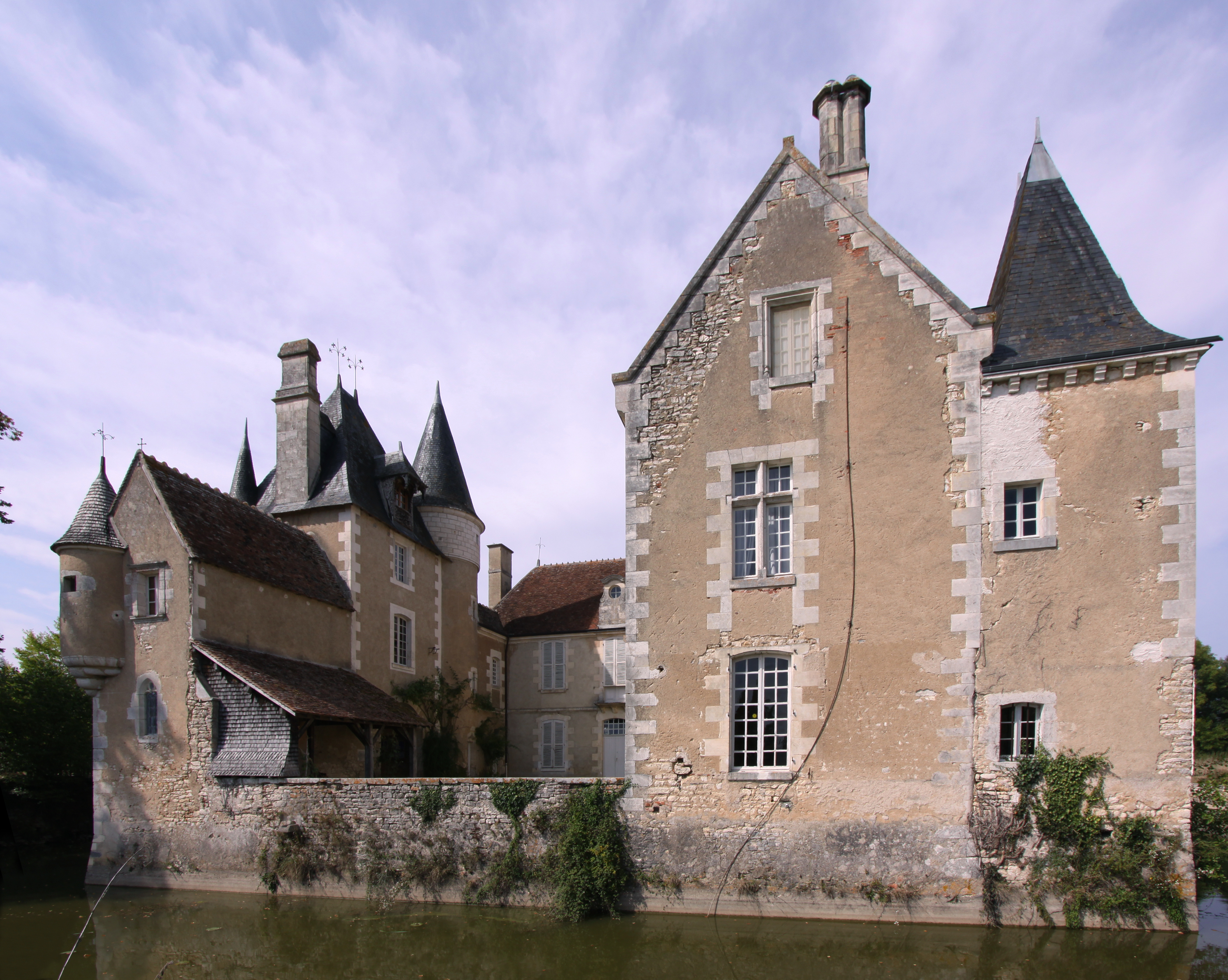
Château d'Égreville. La famille de La Châtre embellira le château du lieu au XVIIe siècle. Dans la crypte de l'église paroissiale Saint-Martin sont inhumés les membres de la famille du maréchal Louis de La Châtre.
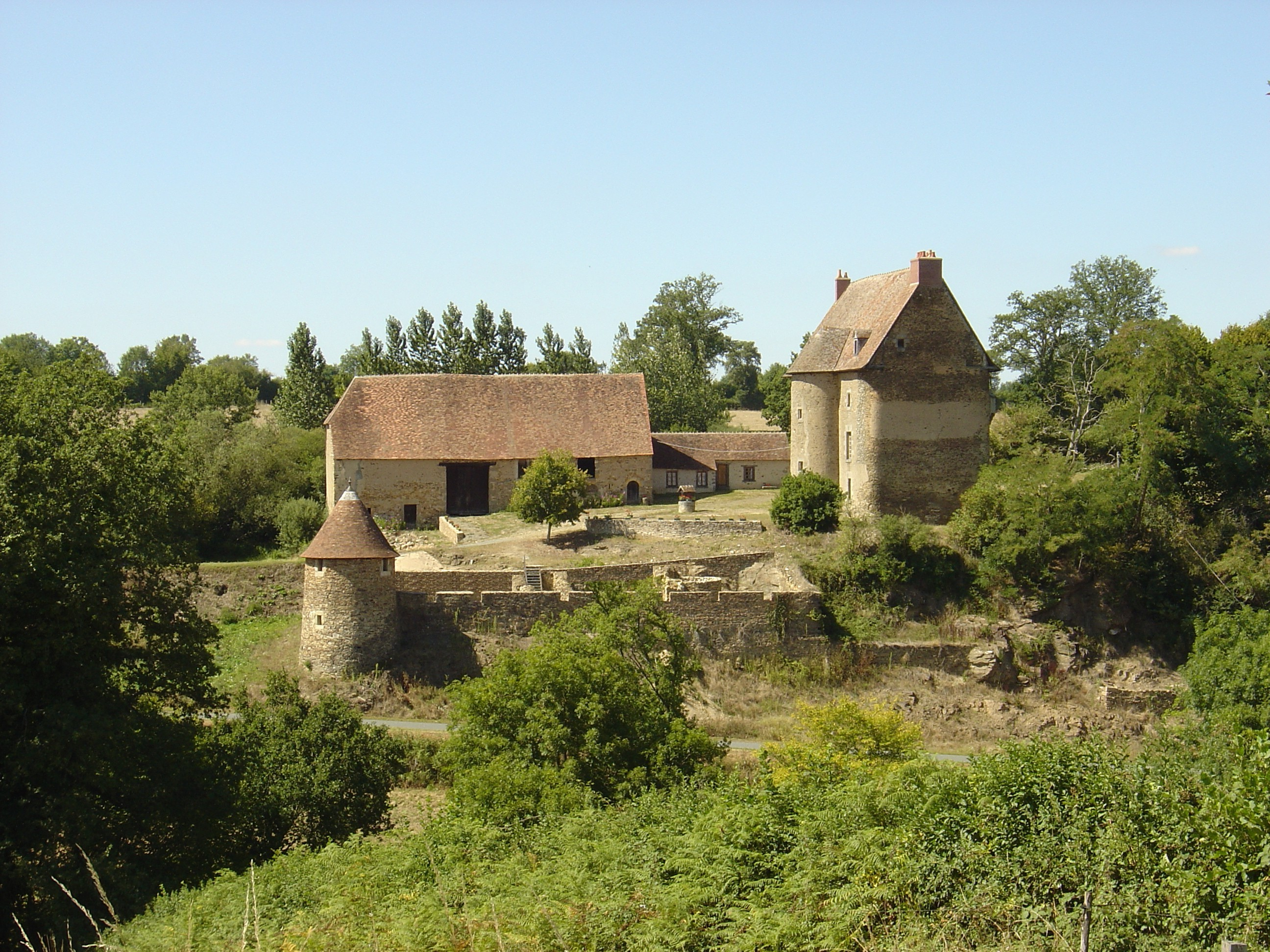
Château du Plaix à Saint-Hilaire-en-Lignières.
- Château du Mont à Sazeray.
- Château de Varennes-l'Enfant

- Château du Plaix (XVe au XVIIe siècles)
- Château du Mont (XVe au XVIe siècles)

## Armoiries
| Image | Armoiries de la maison de La Châtre |
| ----- | --- |
|       | Armes de la maison de La Châtre De gueules, à la croix ancrée de vair. |
|       | Armes du baron de La Maisonfort Écartelé : aux 1 et 4, de gueules, à la croix ancrée de vair (de La Châtre) ; aux 2 et 3, de gueules, à trois têtes de loup d'argent (Saint-Amadour).. |
|       | Armes du duc de La Châtre De gueules, à la croix ancrée de vair., Supportsdeux lions. Couronne de prince sur l'écu, et couronne ducale sur le manteau. Cimierle lion royal d'Angleterre, qui est d'or, ayant le poitrail ceint d'une couronne de laurier de sinople, et portant l'étendard du régiment Loyal-Émigrant, où sont écrits ces mots : « L.E. Fac et spera. » Devise« Atavis Et Armis ». |

## Famille de La Châtre à Issoudun
Il a existé à Issoudun une famille de La Châtre, réputée éteinte, qui revendiquait une origine commune avec la maison de La Châtre et en portait les armes.
Cette famille de La Châtre a toujours été dans une situation de fortune assez modeste et paraît avoir pendant plusieurs générations dérogé à sa noblesse, vivant bourgeoisement et remplissant des offices de terre ou de justice, tout en possédant de petites seigneuries.
On admet généralement, mais sans avoir de preuves certaines, qu'elle a eu pour souche un cadet de Jean de la Châtre qui était seigneur de Plais en 1481 et qui avait épousé Marguerite Dorlief.
La souche se partagea en plusieurs rameaux. L'un d'eux donna Pierre Denis de La Châtre (1763-1820), colonel d’état-major et baron de l’Empire en 1810 qui eut trois fils dont Claude-Maurice, baron de La Châtre (1814-1900) dit Maurice Lachâtre, écrivain et éditeur. Dernier descendant male de sa famille, il eut une fille qui épousa en 1879 M. Cotton de Bennetot.